# Longchamp (Vosges)
Longchamp település Franciaországban, Vosges megyében. Lakosainak száma 460 fő (2022. január 1.). Longchamp Aydoilles, Deyvillers, Dignonville, Dogneville, Jeuxey, Sercœur és Vaudéville községekkel határos.

## Népesség
A település népességének változása:
| Lakosok száma | 457  | 469  | 475  | 456  | 450  | 456  | 453  | 461  | 460  |
|               | 2013 | 2015 | 2016 | 2017 | 2018 | 2019 | 2020 | 2021 | 2022 |